# Grekan
Grekan is een plaats en voormalige gemeente in de stad (bashkia) Belsh in de prefectuur Elbasan in Albanië. Sinds de gemeentelijke herindeling van 2015 doet Grekan dienst als deelgemeente en is het een bestuurseenheid zonder verdere bestuurlijke bevoegdheden. De plaats telde bij de census van 2011 3138 inwoners.

## Bevolking

### Religie
De grootste religie in Grekan is de islam (65,49% in 2011).
| Plaats | Bevolking (2011) | Islam (%)      | Katholiek (%) | Orthodox (%) | Bektashisme (%) |
| ------ | ---------------- | -------------- | ------------- | ------------ | --------------- |
| Grekan | 3.138            | 2.055 (65,49%) | 14 (0,45%)    | - (-)        | - (-)           |